# 今天 (德國)
今天 是德國ZDF的一個電視新聞節目，在每天19點播出，3sat电视台也会同步转播。節目重點內容包括德國、歐洲和世界的政治新聞，以及文化、生活、娛樂和體育新聞。在大約19:22時会在播出一段廣告之後播出天氣預報。節目在開始之前會有一個報時畫面，同时以摩尔斯电码“heute”（···· · ··- - ·）作为开场音乐的一部分。今天和ARD的今日新聞並為德國的兩大代表性晚間新聞節目。今天開始播出於1963年4月1日，這一天也是ZDF開播的日子。開播時今天在每天19:30至20:00播出。1973年開始，今天(heute)改為在現在的時間(19:00)播出。

## 外部連結
- Official website（页面存档备份，存于）